# Leptoclinides sluiteri
Leptoclinides sluiteri is een zakpijpensoort uit de familie van de Didemnidae. De wetenschappelijke naam van de soort is voor het eerst geldig gepubliceerd in 1950 door Brewin.